# Milan Novák (skladatel)
Milan Novák (12. srpna 1927 Trakovice – 18. května 2021 Poprad) byl slovenský hudební skladatel.

## Život
Studoval na Státní konzervatoři v Bratislavě hru na klavír u Frico Kafendy, dirigování u Kornela Schimpla a skladbu u Alexandra Moyzese. Absolvoval v roce 1949.
V letech 1949–1950 byl dirigentem SĽUKu a následující dva roky řídil Symfonický orchestr Bratislavského rozhlasu. V roce 1952 se stal digentem a uměleckým vedoucím Vojenského uměleckého souboru kpt. J. Nálepky v Bratislavě. V posledních letech spolupracoval s prešovským Univerzitním komorním orchestrem Camerata academica. Stal se velmi úspěšným autorem filmové hudby.
Roku 1988 byl jmenován národním umělcem. Roku 2013 mu Mezinárodní hudební komise UNESCO udělila titul Rytíř mezinárodní hudby.

## Dílo

### Jevištní díla
- Prestávka (opera v jednom dejstve, 1985)
- Plná poľná lásky (opereta, 1957)
- Nie je všedný deň (hudobná komédia v troch dejstvách, 1959)
- Opera Mafiozo (muzikál v dvoch častiach, 1981)

### Orchestrální skladby
- Elégia pre husle a sláčikový orchester (1951)
- Lezginka (1960)
- Concertino pre trúbku, sláčiky, klavír štvorručne a bicie nástroje (1964)
- Tri skladby pre hoboj a orchester (1965)
- Reminiscencie pre violončelo a orchester (1969)
- Koncert pre harfu a komorný orchester (1972)
- Koncert pre violončelo a orchester (1977)
- Štyri prelúdiá pre symfonický orchester (1980)
- Rapsódia pre symfonický orchester (1982)
- Scherzo pre orchester (1982)
- Hudba pre trombón a sláčikový orchester (1985)
- Parafrázy pre flautu a komorný orchester (1985)
- Rozprávka (1993)
- Gaudeamus Malá suita v starom slohu pre komorný orchester (1983)
- Slávnostná predohra (1983)
- Návraty Tri hudobné fresky pre harfu, violončelo a orchester (1985)
- Suita v starom slohu pre sláčikový orchester a klavír ad libitum (1986)
- ondino pre komorný orchester (1987)
- Five o'clock pre flautu a komorný orchester (1995)
- Retrospektívy pre flautu, štvorručný klavír a sláčikový orchester (1996)
- Concertino pre akordeón, sláčiky, harfu a bicie (2001)
- Popradské concertino pre klavír a komorný orchester (2006)
- Jesenné rondino pre sláčikový orchester (2007)
- A od Prešova Malé variácie pre flautu a sláčiky (2009)

### Kantáty
- Aby bol život na zemi... Kantáta pre soprán, organ, sláčiky a bicie nástroje (1975)
- Láska (text J. Štrasser, 1976)
- Nežnosti Kantáta pre tenor, miešaný zbor a orchester (1986)
- Dumka o Nálepkovi pre mužský zbor a orchester (1962)

### Dokumentární film
- Geologická činnosť vody (1954)
- Najkrajšie leto (1954)
- Na snehových stráňach Malej Fatry (1955)
- Pohyb – nepriateľ únavy (1955)
- Dary tejto zeme (1958)
- Domov, súčasť nášho života (1958)
- Päť otázok a jedna (1958)
- Stroje zajtrajška (1958)
- Človek z Málinca (1959)
- Prvé sólo (1961)
- Taká svadba ešte nebola (1961)
- Druháci (1962)
- Posledný (1963)
- Ruky a pamiatky (1963)
- Mám 20 rokov (1964)
- Štúdia v čierno-bielom (1964)
- Cesta túžby (1965)
- Čas nezastavíš (1975)
- Najkrajšiu báseň všetkým pokoleniam ja napíšem (1979)
- Umenie vzdoru (1979)
- S Lacom Chudíkom v Hronci (1980)

### Hrané filmy
- Čert nespí (1956)
- Čisté ruky (1956)
- Nie je Adam ako Adam (1956)
- Štyridsaťštyri (1957)
- Posledný návrat (1958)
- Šťastie príde v nedeľu (1958)
- Kapitán Dabač (1959)
- O dvanácti měsíčkách (1960)
- Havrania cesta (1962)
- Aj vtedy rozkvitli kvety (1971)
- Cnostný Metod (1979)
- Anička Jurkovičová (1983)
- Nepokojný mier (1986)

Kromě toho zkomponoval velké množství komorních skladeb, písní a sborů. Sestavoval také hudebně-dramatická a revuální programy.